# Akio Arakawa
Akio Arakawa, né en 1927 et mort le 21 mars 2021, est un climatologue américain d'origine japonaise, spécialiste de la modélisation numérique du climat et plus particulièrement des modèles de circulation générale de l'atmosphère.

## Biographie
Akio Arakawa naît en 1927 au Japon. Il étudie à l'université de Tokyo,  où il obtient un Bachelor of Science en physique en 1950, puis un doctorat en sciences en météorologie en 1961. Dans les années 1950, il élabore des prévisions météorologiques pour l'Agence météorologique du Japon. En 1961, il émigre aux États-Unis, où il rejoint l'université de Californie à Los Angeles (UCLA) : il assiste Yale Mintz dans l'élaboration d'un modèle de circulation générale atmosphérique (AGCM), pour lequel il conçoit une version numérique des équations décrivant les déplacements des masses d'air (mécanique des fluides). Cette version contraint les valeurs produites par la simulation informatique, de sorte à éviter que cette dernière ne génère artificiellement une hausse de l'énergie cinétique des déplacements atmosphériques,,. Les travaux du chercheur sont utilisés par la suite dans d'autres modèles climatiques, dont celui du Goddard Institute for Space Studies, notamment élaboré par James E. Hansen.
Par la suite, Akio Arakawa travaille sur la paramétrisation, dans les modèles atmosphériques de circulation générale (AGCM), des effets des nuages convectifs sur le climat, en raison de la trop petite taille des phénomènes par rapport à celle des mailles des AGCM. Il aboutit, avec Wayne Schubert, son étudiant, à la « paramétrisation Arakawa-Schubert des cumulus », publiée en 1974, fréquemment utilisée ensuite dans les modèles climatiques,,. Il s’intéresse également à la paramétrisation de la couche limite atmosphérique.
Il est l'un des neuf auteurs du rapport Charney, publié en 1979, qui conclut à un réchauffement climatique d'origine anthropique au XXIe siècle.
Il est reconnu comme l'un des chercheurs majeurs dans le domaine de la modélisation du climat,. L'American Meteorological Society lui remet en 1977 la médaille Carl-Gustaf-Rossby, et il est également récipiendaire de la médaille Vilhelm-Bjerknes, décernée en 2010 par l'Union européenne des géosciences. 
Akio Arakawa meurt le 21 mars 2021, pendant son sommeil ; il était marié et avait un fils.